# Сейедабад (Тегеран)
Сейедабад (перс. سیدآباد‎) — село на севере Ирана, в остане Тегеран. Входит в состав шахрестана Демавенд. Является частью дехестана (сельского округа) Эбершиве бахша Меркези.

## География
Село находится в восточной части остана, при автодороге 79, на расстоянии приблизительно 28 километров (по прямой) к востоко-юго-востоку от города Демавенд, административного центра шахрестана. Абсолютная высота — 2189 метров над уровнем моря.

## Население
По данным переписи 2006 года население села составляло 293 человека (164 мужчины и 129 женщин). В Сейедабаде насчитывалось 83 домохозяйства. Уровень грамотности населения составлял 67,6 %. Уровень грамотности среди мужчин составлял 68,9 %, среди женщин — 65,9 %.
В 2016 году в селе имелось 161 домохозяйство и проживало 492 человека (267 мужчин и 225 женщин).
Среди жителей распространён диалект демавенди мазандеранского языка.